# As de diamantes
El as de diamantes es uno de los 52 naipes que conforman a la baraja francesa e inglesa. Su valor puede variar, pudiendo ser más valiosa que el Rey o la menos valiosa de todas.

## Características
El naipe tiene el valor de un as (A), junto a un símbolo de diamantes, apareciendo como "A♦" en por lo menos dos esquinas opuestas, aunque hay algunas barajas que muestran las cuatro esquinas con el valor y el palo. El valor de la parte inferior está colocado al revés, de manera de que se puede ver aunque el naipe esté volteado. En el centro, muestra un solo diamante.

## Tarot
En el Tarot, el as de diamantes representa el comienzo de una nueva actividad, como la compra de un bien o el inicio de un proyecto. De manera invertida, representa a la intención de comenzar algo nuevo, pero que no se ha realizado por falta de estímulos.

## En la cultura
Este naipe dio su nombre a una pintura de Georges de La Tour, titulada El tramposo con el as de diamantes, donde uno de los personajes agarra un as de diamantes escondido detrás, en su cinturón. En 2003, durante la Guerra de Irak, en la baraja simbólica de los más buscados de Irak, el as de corazones representaba a Abid Hamid Mahmud, secretario presidencial de Saddam Hussein.

## Naipes de la baraja
|                      | As              | 2              | 3              | 4              | 5              | 6              | 7              | 8              | 9              | 10              | Jota/Sota/Jack    | Reina/Dama         | Rey              |
| -------------------- | --------------- | -------------- | -------------- | -------------- | -------------- | -------------- | -------------- | -------------- | -------------- | --------------- | ----------------- | ------------------ | ---------------- |
| Tréboles (Clubs)     | As de tréboles  | 2 de tréboles  | 3 de tréboles  | 4 de tréboles  | 5 de tréboles  | 6 de tréboles  | 7 de tréboles  | 8 de tréboles  | 9 de tréboles  | 10 de tréboles  | Jota de tréboles  | Reina de tréboles  | Rey de tréboles  |
| Diamantes (Diamonds) | As de diamantes | 2 de diamantes | 3 de diamantes | 4 de diamantes | 5 de diamantes | 6 de diamantes | 7 de diamantes | 8 de diamantes | 9 de diamantes | 10 de diamantes | Jota de diamantes | Reina de diamantes | Rey de diamantes |
| Corazones (Hearts)   | As de corazones | 2 de corazones | 3 de corazones | 4 de corazones | 5 de corazones | 6 de corazones | 7 de corazones | 8 de corazones | 9 de corazones | 10 de corazones | Jota de corazones | Reina de corazones | Rey de corazones |
| Picas (Spades)       | As de picas     | 2 de picas     | 3 de picas     | 4 de picas     | 5 de picas     | 6 de picas     | 7 de picas     | 8 de picas     | 9 de picas     | 10 de picas     | Jota de picas     | Reina de picas     | Rey de picas     |